# Cantó de Passais
El cantó de Passais és un cantó francès del departament de l'Orne, situat al districte d'Alençon. Té 8 municipis i el cap es Passais.

## Municipis
- L'Épinay-le-Comte
- Mantilly
- Passais
- Saint-Fraimbault
- Saint-Mars-d'Égrenne
- Saint-Roch-sur-Égrenne
- Saint-Siméon
- Torchamp

## Història
| Data d'elecció                           | Identitat            | Partit                     | Qualitat |
| ---------------------------------------- | -------------------- | -------------------------- | -------- |
| 1945-1964                                | M. Lévêque           | RPF, després Divers droite |          |
| 1964-1998                                | Charles Bancourt     | CD, després Divers droite  |          |
| 1998-                                    | Christophe Gallienne | Divers droite              |          |
| les dades anteriors no són pas conegudes |                      |                            |          |
|                                          |                      |                            |          |

## Demografia
| A partir de 1990: Població sense dobles comptes |